# London-Marathon 2009
| 29. London-Marathon    | 29. London-Marathon            |
| ---------------------- | ------------------------------ |
| Stadt                  | London, Vereinigtes Königreich |
| Datum                  | 26. April 2009                 |
| Distanz                | 42,195 Kilometer               |
| Sieger                 |                                |
| Männer                 | Samuel Wanjiru (2:05:10 h)     |
| Frauen                 | Irina Mikitenko (2:22:11 h)    |
| ← London-Marathon 2008 | London-Marathon 2010 →         |
| Website                | Offizielle Website             |

Der London-Marathon 2009 war die 29. Ausgabe der jährlich stattfindenden Laufveranstaltung in London, Vereinigtes Königreich. Der Marathon fand am 26. April 2009 statt und war der zweite World Marathon Majors des Jahres.
Bei den Männern gewann Samuel Wanjiru in 2:05:10 h und bei den Frauen Irina Mikitenko in 2:22:11 h.

## Ergebnisse

### Männer
| Platz | Athlet            | Land               | Zeit (h) |
| ----- | ----------------- | ------------------ | -------- |
| 01    | Samuel Wanjiru    | Kenia              | 2:05:10  |
| 02    | Tsegay Kebede     | Äthiopien          | 2:05:20  |
| 03    | Jaouad Gharib     | Marokko            | 2:05:27  |
| 04    | Emmanuel Mutai    | Kenia              | 2:06:53  |
| 05    | Hendrick Ramaala  | Südafrika          | 2:07:44  |
| 06    | Abderrahim Goumri | Marokko            | 2:08:28  |
| 07    | Yonas Kifle       | Eritrea            | 2:08:28  |
| 08    | Atsushi Satō      | Japan              | 2:09:16  |
| 09    | Meb Keflezighi    | Vereinigte Staaten | 2:09:21  |
| 10    | Felix Limo        | Südafrika          | 2:09:47  |

### Frauen
| Platz | Athletin           | Land                   | Zeit (h) |
| ----- | ------------------ | ---------------------- | -------- |
| 01    | Irina Mikitenko    | Deutschland            | 2:22:11  |
| 02    | Mara Yamauchi      | Vereinigtes Königreich | 2:23:12  |
| 03    | Lilija Schobuchowa | Russland               | 2:24:24  |
| 04    | Swetlana Sacharowa | Russland               | 2:25:06  |
| 05    | Berhane Adere      | Eritrea                | 2:25:30  |
| 06    | Inga Abitowa       | Russland               | 2:25:55  |
| 07    | Catherine Ndereba  | Kenia                  | 2:26:22  |
| 08    | Tomo Morimoto      | Japan                  | 2:26:29  |
| 09    | Gete Wami          | Eritrea                | 2:26:54  |
| 10    | Ljudmila Petrowa   | Russland               | 2:27:42  |